# دیوید بلاشا
دیوید بلاشا (انگلیسی: David Blacha؛ زادهٔ ۲۲ اکتبر ۱۹۹۰) بازیکن فوتبال اهل آلمان است.
از باشگاه‌هایی که در آن بازی کرده‌است می‌توان به باشگاه فوتبال روت وایس اهلن، باشگاه فوتبال هانزا روستوک، باشگاه فوتبال وهن ویسبادن، و باشگاه فوتبال اس‌وی زاندهاوزن اشاره کرد.
وی همچنین در تیم ملی فوتبال Poland U-19 بازی کرده‌است.